# فريسونارا
فريسونارا (بالإيطالية: Fresonara)‏ هي بلدية في مقاطعة ألساندريا في إقليم بييمونتي في إيطاليا.

## السكان
في سنة 1861 بلغ عدد السكان 1٬410 نسمة، وتطور العدد ليصل في سنة 2011 لـ 739 نسمة.
يظهر هذا المخطط البياني تطور النمو السكاني لـ فريسونارا